# Ђурђешти (Васлуј)
Ђурђешти (рум. Giurgești) насеље је у Румунији у округу Васлуј у општини Татарани. Oпштина се налази на надморској висини од 243 m.

## Становништво
Према подацима из 2002. године у насељу је живело 147 становника, од којих су сви румунске националности.